# Homens de Bem
Homens de Bem é um telefilme de 80 minutos dirigido por Jorge Furtado e protagonizado por Rodrigo Santoro. Trata-se de uma co-produção da Casa de Cinema de Porto Alegre, com direção de núcleo de Guel Arraes e direção geral de Jorge Furtado.
O filme recebeu uma nomeação ao 40th Emmy Internacional na categoria de melhor telefilme ou minissérie.

## Elenco
- Rodrigo Santoro - Ciba, detetive-policial
- Débora Falabella - Mary, ex-mulher de Ciba
- Luis Miranda - Ulisses
- Virginia Cavendish - Cristina
- Fúlvio Stefanini - Ricardo
- Juliana Moretti - Mariana, filha de Ciba
- Guilherme Weber - Cesar
- Tonico Pereira - Corvo